# Legion Ost
Legion Ost, später Law & Order, war eine Rechtsrock-Band aus Gera, die von 1993 bis 1998 aktiv war.

## Bandgeschichte
Legion Ost gründeten sich 1993. 1994 erschien das Demo Einer muss den Job doch machen. Ihr Debütalbum Ohne Worte erschien 1996 auf dem dänischen Rechtsrock-Label NS-Records. Es folgte der Tonträger Regeln, Zwänge, Leben (1997) auf Di-Al Records. Die Band beteiligte sich auch an diversen Kompilationen, unter anderem für den ersten deutschen Blood-and-Honour-Sampler, an dem auch Macht & Ehre, Kraftschlag und Reichssturm beteiligt waren. 1998 löste sich die Band auf, nachdem Sänger und Schlagzeuger mehrjährige Haftstrafen zu erwarten hatten. Der Sänger war bereits vorher wegen Landfriedensbruch, schwerer Körperverletzung und Sachbeschädigung vorbestraft.
Die restlichen Musiker gründeten die Band Law & Order. 1999 erschien das Album Recht & Ordnung, auf dem die Band ihren ehemaligen Sänger grüßten und das Lied Hoffnung widmeten. Ursprünglich war geplant, nach der Haftentlassung wieder gemeinsam Musik zu machen. In einem Interview gab die Band bekannt, dass ihr Sänger bereits an neuen Texten arbeitete. Jedoch blieb es bei dieser Ankündigung.

## Ideologie
Legion Ost waren in der rechtsextremen Szene als eine der umtriebigsten Livebands bekannt. Die Texte ihrer frühen Veröffentlichungen waren offen neonazistisch, während die Texte als Law & Order zwar noch Anspielungen auf den Nationalsozialismus enthielten, aber wesentlich zurückhaltender waren. Die Lieder der Band sind in der Szene weiterhin populär und werden gelegentlich gecovert. Die Band stand der 2000 verbotenen Blood-and-Honour-Jugendorganisation White Youth nahe. Die Band war außerdem in die thüringische Rechtsrockszene um Bands wie Oithanasie und Eugenik eingebunden. So spielte ein Mitglied von Oithanasie bei Legion Ost. Ein anderes Mitglied der Band soll sowohl Blood and Honour als auch den European White Knights of the Ku Klux Klan angehört haben.

## Diskografie
- 1994: Einer muss den Job doch machen (Demo)
- 1996: Ohne Worte (NS-Records, indiziert[5])
- 1997: Regeln, Zwänge, Leben (Di-Al Records)
- 1998: Blood and Honour Deutschland Vol. 1 (Nibelungen Versand, Split-Sampler mit Macht und Ehre, Kraftschlag und Reichssturm, indiziert[6])
- 1999: Recht & Ordnung (Di-Al Records, als Law & Order)